# Maria Teresa Raffaella di Borbone-Spagna
Maria Teresa Raffaella di Spagna (María Teresa Antonia Rafaela; Madrid, 11 giugno 1726 – Versailles, 22 luglio 1746) fu infanta di Spagna per nascita ed in seguito moglie di Luigi, delfino di Francia, figlio di Luigi XV di Francia. Morì di parto all'età di 20 anni senza lasciare discendenza sopravvissuta.

## Biografia

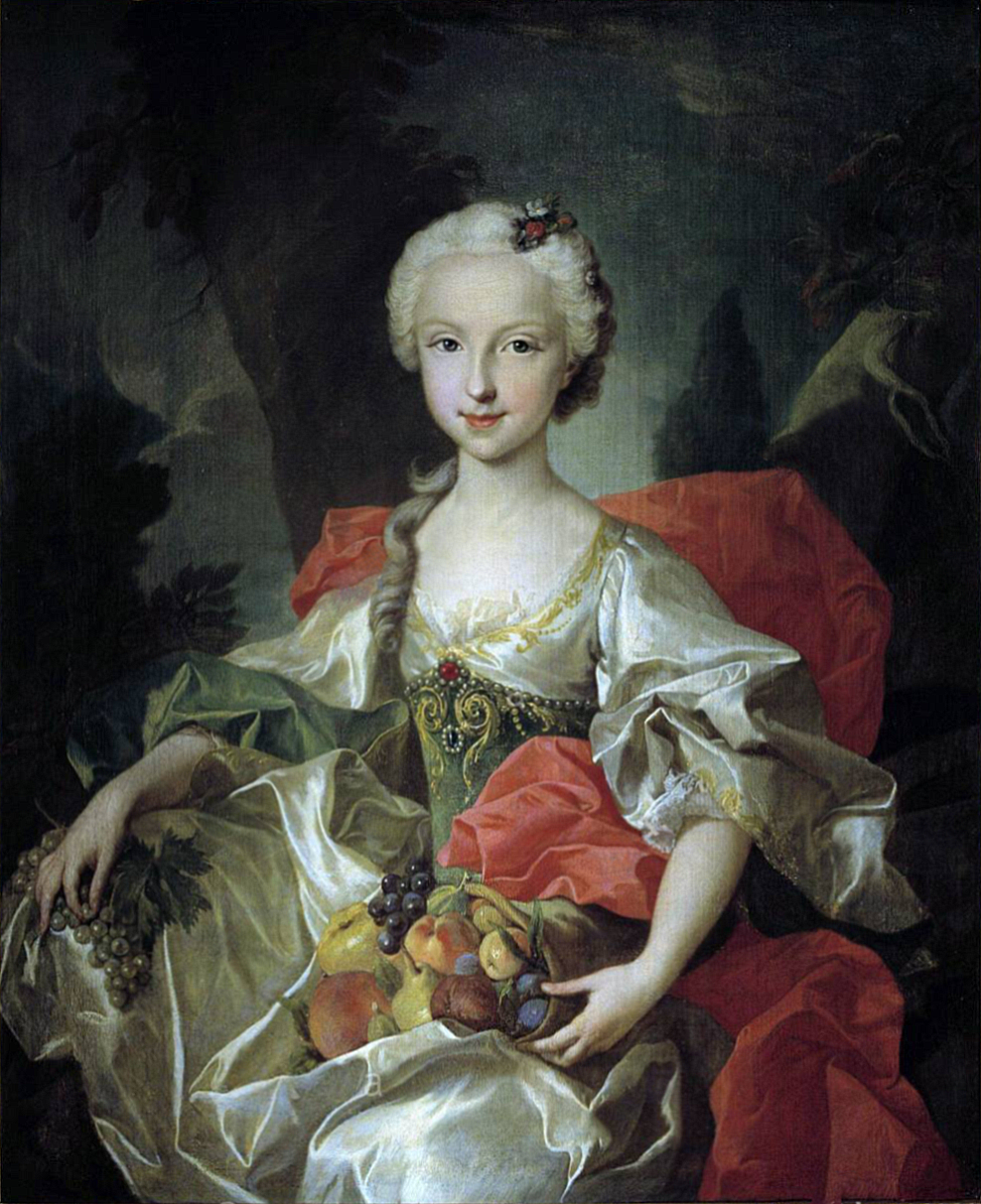
Ritratto di Maria Teresa Raffaella di Spagna all'età di 11 anni (1737)

### Infanta di Spagna (1726-1745)
Nacque nel Real Alcázar di Madrid in Spagna, ed era la seconda figlia femmina di Filippo V di Spagna ed Elisabetta Farnese. Battezzata María Teresa Antonia Rafaela fu un'Infanta di Spagna (infanta de España) per nascita e le fu concessa la designazione e l'appellativo di altezza reale. Fu nota come María Teresa Rafaela sebbene, a volte, semplicemente Maria Teresa.
Prima del fidanzamento, le corti reali spagnole e francesi erano state in rapporti molto freddi: gli spagnoli si erano sentiti insultati dai francesi, quando il fidanzamento tra Luigi XV di Francia e l'Infanta Marianna Vittoria di Spagna, sorella maggiore di Maria Teresa, era stato troncato nel 1725 e Luigi XV aveva invece sposato Maria Leszczyńska, dalla quale era nato il Delfino Luigi. Il matrimonio tra l'Infanta María Teresa Rafaela ed il Delfino fu annunciato nell'agosto 1739 dopo il matrimonio tra la Principessa Luisa Elisabetta di Francia (sorella del delfino) e l'Infante Felipe di Spagna (fratello di María Teresa Rafaela) quello stesso mese. Sotto l'influenza di sua madre Elisabetta Farnese, María Teresa Rafaela non andò in Francia fino a quando non ebbe raggiunto un'età più matura.

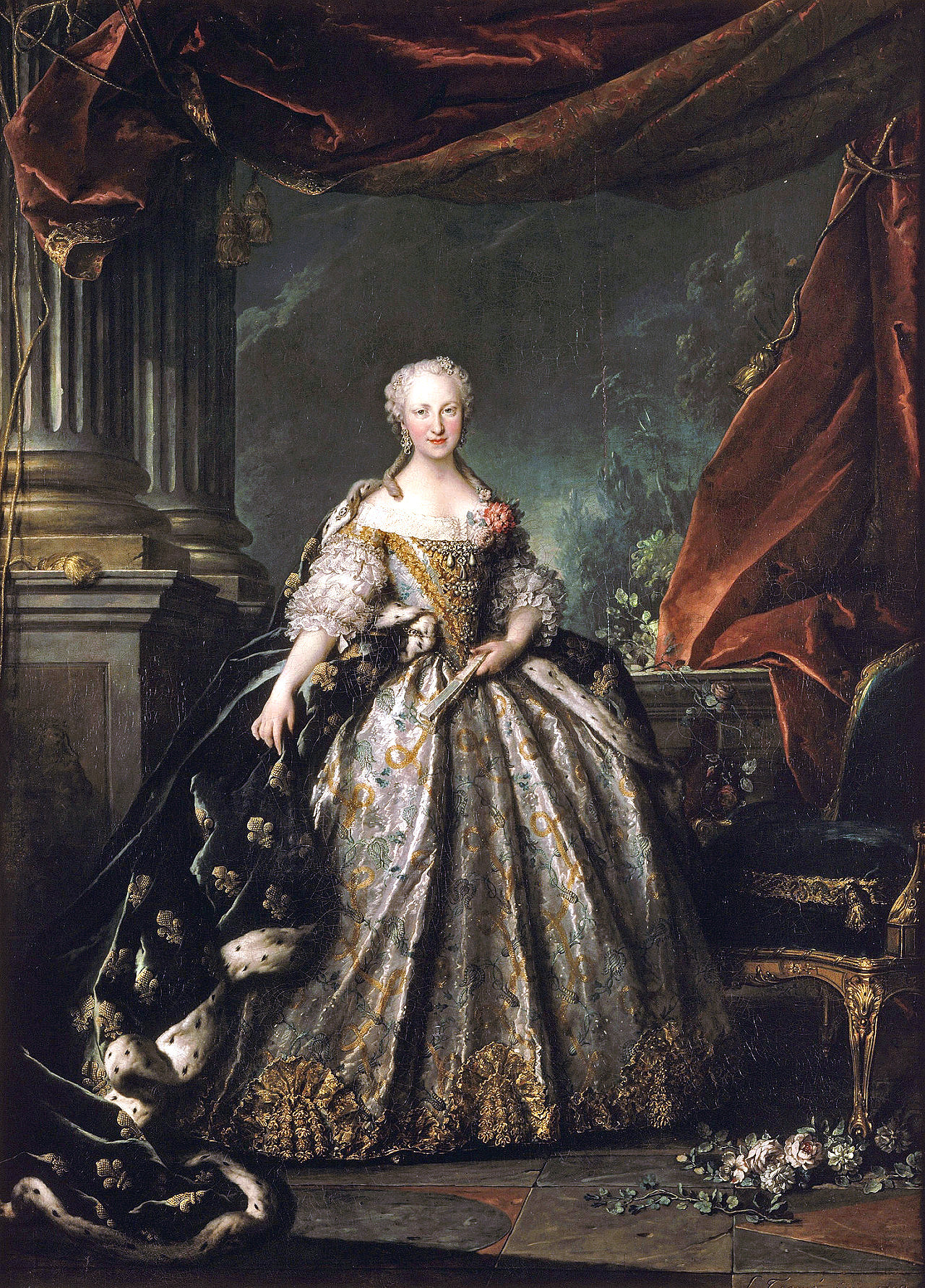
Maria Teresa Raffaella di Spagna ritratta come delfina di Francia (1748)

### Delfina di Francia (1745-1746)
Il matrimonio ebbe luogo il 23 febbraio 1745. Fu nel corso delle celebrazioni del matrimonio che il re prese come amante madame d'Etiolles (che farà in seguito marchesa di Pompadour).
Molto timida, distante, la Delfina preferiva per la maggior parte del suo tempo risiedere nei suoi appartamenti, e detestava lo stile di vita frivolo e sconsiderato della Corte.
Il matrimonio non fu consumato subito e ciò gettò la Delfina nel vortice delle malelingue della corte, che fecero circolare cattiverie anche sul Delfino, che veniva definito impotente. L'unione non fu consumata che sette mesi dopo le nozze, nel settembre 1745. Questo avvenimento avvicinò i due sposi, che passarono la maggior parte del tempo insieme, in un grande affiatamento, l'opposto del re che viveva separato dalla regina e frequentava soprattutto gli appartamenti della sua nuova favorita.
La marchesa di Pompadour era profondamente detestata dalla Delfina che, con le sue cognate, la chiamava con ironia e irriverenza, Maman Putain. La delfina fu sempre ostile anche al monarca e sosteneva che «...la sua timidezza le impedisse totalmente di parlargli».

### Morte
Poco dopo, Maria Teresa rimase incinta. La nascita era prevista per l'inizio di luglio 1746, ma il parto si fece attendere, cosa che esasperò la pazienza di Luigi XV, del Delfino, dei diplomatici, della corte e del popolo.
Finalmente, il 19 luglio 1746 la principessa mise al mondo una bambina che venne battezzata con il nome di Maria Teresa. La delfina non si riprese dal parto e morì il 22 luglio. Suo marito provò un dolore estremo, che rimase anche dopo il secondo matrimonio.
La corte di Madrid, che teneva all'alleanza francese, propose immediatamente di risposare il delfino con l'infanta Maria Antonietta, sorella minore di Maria Teresa. Luigi XV rifiutò questa proposta, ma il delfino, per fornire un erede alla sua dinastia, dovette convolare a nozze una seconda volta.
Sposò di malavoglia l'anno seguente Maria Giuseppina di Sassonia, principessa intelligente di 15 anni che seppe, malgrado la giovinezza, consolare l'inconsapevole vedovo di 19 anni, che gli avevano dato per sposo.
La piccola Maria Teresa di Francia seguì presto sua madre nella tomba, morendo nell'aprile 1748 a 21 mesi di età.
Il cuore di Maria Teresa fu portato nella cappella Sainte-Anne (chiamata la "cappella dei cuori" in riferimento alla presenza di quarantacinque cuori di re e regine di Francia) nella chiesa di Val-de-Grâce. Dopo che questa piccola cappella venne profanata dai rivoluzionari nel 1793, l'architetto Petit-Radel sequestrò l'urna reliquiaria in vermeil, contenente soprattutto il cuore di Maria Teresa, vendendola o scambiandola per dei dipinti a pittori che cercavano la sostanza prodotta dall'imbalsamazione (o mummie) - molto rara e di prezzo elevato - allora reputata, una volta unita a dell'olio, capace di dare una velatura incomparabile ai dipinti.

## Ascendenza
|                                  |                     |                                     | Genitori                                  |  |  | Nonni |  |  | Bisnonni             |  |  | Trisnonni             |  |
|                                  |                     |                                     |                                           |  |  |       |  |  | Luigi XIV di Francia |  |  | Luigi XIII di Francia |  |
|                                  |                     |                                     |                                           |  |  |       |  |  | Luigi XIV di Francia |  |  | Luigi XIII di Francia |  |
|                                  |                     | Anna d'Asburgo                      |                                           |  |  |       |  |  | Luigi XIV di Francia |  |  |                       |  |
| Luigi, il Gran Delfino           |                     |                                     |                                           |  |  |       |  |  | Luigi XIV di Francia |  |  |                       |  |
|                                  |                     | Maria Teresa d'Asburgo              | Filippo IV di Spagna                      |  |  |       |  |  |                      |  |  |                       |  |
|                                  |                     | Maria Teresa d'Asburgo              | Filippo IV di Spagna                      |  |  |       |  |  |                      |  |  |                       |  |
|                                  |                     | Maria Teresa d'Asburgo              | Elisabetta di Borbone-Francia             |  |  |       |  |  |                      |  |  |                       |  |
| Filippo V di Spagna              |                     | Maria Teresa d'Asburgo              |                                           |  |  |       |  |  |                      |  |  |                       |  |
|                                  |                     | Ferdinando Maria di Baviera         | Massimiliano I, elettore di Baviera       |  |  |       |  |  |                      |  |  |                       |  |
|                                  |                     | Ferdinando Maria di Baviera         | Massimiliano I, elettore di Baviera       |  |  |       |  |  |                      |  |  |                       |  |
|                                  |                     | Ferdinando Maria di Baviera         | Maria Anna d'Asburgo                      |  |  |       |  |  |                      |  |  |                       |  |
| Maria Anna Vittoria di Baviera   |                     | Ferdinando Maria di Baviera         |                                           |  |  |       |  |  |                      |  |  |                       |  |
|                                  |                     | Enrichetta Adelaide di Savoia       | Vittorio Amedeo I di Savoia               |  |  |       |  |  |                      |  |  |                       |  |
|                                  |                     | Enrichetta Adelaide di Savoia       | Vittorio Amedeo I di Savoia               |  |  |       |  |  |                      |  |  |                       |  |
|                                  |                     | Enrichetta Adelaide di Savoia       | Maria Cristina di Borbone-Francia         |  |  |       |  |  |                      |  |  |                       |  |
| Maria Teresa Raffaella di Spagna |                     | Enrichetta Adelaide di Savoia       |                                           |  |  |       |  |  |                      |  |  |                       |  |
|                                  | Ranuccio II Farnese | Odoardo I Farnese                   |                                           |  |  |       |  |  |                      |  |  |                       |  |
|                                  | Ranuccio II Farnese | Odoardo I Farnese                   |                                           |  |  |       |  |  |                      |  |  |                       |  |
|                                  | Ranuccio II Farnese | Margherita de' Medici               |                                           |  |  |       |  |  |                      |  |  |                       |  |
| Odoardo II Farnese               | Ranuccio II Farnese |                                     |                                           |  |  |       |  |  |                      |  |  |                       |  |
|                                  |                     | Isabella d'Este                     | Francesco I d'Este                        |  |  |       |  |  |                      |  |  |                       |  |
|                                  |                     | Isabella d'Este                     | Francesco I d'Este                        |  |  |       |  |  |                      |  |  |                       |  |
|                                  |                     | Isabella d'Este                     | Maria Farnese                             |  |  |       |  |  |                      |  |  |                       |  |
| Elisabetta Farnese               |                     | Isabella d'Este                     |                                           |  |  |       |  |  |                      |  |  |                       |  |
|                                  |                     | Filippo Guglielmo del Palatinato    | Volfango Guglielmo del Palatinato-Neuburg |  |  |       |  |  |                      |  |  |                       |  |
|                                  |                     | Filippo Guglielmo del Palatinato    | Volfango Guglielmo del Palatinato-Neuburg |  |  |       |  |  |                      |  |  |                       |  |
|                                  |                     | Filippo Guglielmo del Palatinato    | Maddalena di Baviera                      |  |  |       |  |  |                      |  |  |                       |  |
| Dorotea Sofia di Neuburg         |                     | Filippo Guglielmo del Palatinato    |                                           |  |  |       |  |  |                      |  |  |                       |  |
|                                  |                     | Elisabetta Amalia d'Assia-Darmstadt | Giorgio II d'Assia-Darmstadt              |  |  |       |  |  |                      |  |  |                       |  |
|                                  |                     | Elisabetta Amalia d'Assia-Darmstadt | Giorgio II d'Assia-Darmstadt              |  |  |       |  |  |                      |  |  |                       |  |
|                                  |                     | Elisabetta Amalia d'Assia-Darmstadt | Sofia Eleonora di Sassonia                |  |  |       |  |  |                      |  |  |                       |  |
|                                  |                     | Elisabetta Amalia d'Assia-Darmstadt |                                           |  |  |       |  |  |                      |  |  |                       |  |